# Elaboration (Album)
Elaboration ist ein Musikalbum der Herb Robertson NY Downtown Allstars. Die am 11. Oktober 2004 in The Studio, New York City, entstandenen Aufnahmen erschienen 2005 auf Clean Feed Records.

## Hintergrund
Die Band, angeführt von dem Trompeter Herb Robertson, besteht aus Tim Berne am Altsaxophon, Mark Dresser am Bass, Tom Rainey am Schlagzeug und der zu dieser Zeit in der Improvisationsszene relativ neuen Pianistin Sylvie Courvoisier. Die Gruppe wurde 2004 auf Einladung des Organisators des Vancouver International Jazz Festival, Ken Pickering, gegründet. Die Musiker trafen sich kurz darauf wieder für eine Session, bei der das 48-minütige Stück entstand, aus dem diese CD besteht.
Obwohl das Festival das erste Treffen der Band war, sind ihre Mitglieder jeweils durch eine gemeinsame Geschichte verbunden, notierte Kurt Gottschalk. Berne und Rainey hatten zu diesem Zeitpunkt ein langjährige musikalische Beziehung, die bis in die 1980er-Jahre zurückreicht, als sie in einer Reihe von Projekten mit dem Bandleader spielten. Berne und Rainey haben auch mit Courvoisier gespielt (manchmal begleitet von Ikue Mori), und Robertson und Courvoisier spielten seit einem Jahrzehnt in verschiedenen Zusammenhängen zusammen. Dresser war wiederum bis zu seinem Umzug nach San Diego einer der wichtigsten Sidemen der New Yorker Szene.

## Titelliste
- Herb Robertson NY Downtown Allstars: Elaboration (Clean Feed CF042CD)[2]

1. Elaboration – 48:25

Die Komposition stammt von Herb Robertson.

## Rezeption
Robertson, der hier Trompete und Kornett spielt und auch Dämpfer und Megaphon einsetzt, sei zwar nicht so bekannt wie er sein sollte, habe jedoch in Europa und den Vereinigten Staaten unverwechselbare Blechbläsertöne zu verschiedenen Ensembles beigetragen, schrieb Ken Waxman (JazzWord). In Elaboration zeige er sich als Vollblut-Spieler und -Komponist; dies sei eine besonders denkwürdige Demonstration seines Talents. Das Stück besteht aus Tutti, thematischen Passagen sowie Stellen, an denen sich das Quintett in verschiedene Duos und Trios aufteilt, und nutze alle dem Spiel des Quintetts impliziten Variablen, ohne je nur in eine Abfolge extravaganter Soli zu verfallen. Die Stimmführung sei stets so gestaltet, dass das Ensemble klingt, als sei es viel größer, und jedem Bandmitglied werde die gleiche Aufmerksamkeit gewidmet.
Die Ergebnisse von Elaboration seien reichhaltig und dicht, und das Stück habe etwas von Tim Bernes Langform-Kompositionen, aber mit schnelleren Wechseln zwischen den verschiedenen Einstellungen, meinte Kurt Gottschalk in All About Jazz. Manchmal sei es sehr rhythmisch, an anderen Stellen würde es reichlich Energie ausstrahlen. Die Bläser arbeiteten perfekt zusammen, wie – manchmal – die rhythmischen Kontrapunkte von Rainey und Courvoisier. Der einzige Nachteil sei, dass einiges von Courvoisiers nuancierterem Spiel verloren gehe, eine Tatsache, die sie nach 35 Minuten mit einem großartigen, harten Solo wieder wettmache, einer Art Spiel, das sie [zu diesem Zeitpunkt] auf Platten seltener dargeboten habe.